# Lithocarpus indutus
Lithocarpus indutus är en bokväxtart som först beskrevs av Carl Ludwig von Blume, och fick sitt nu gällande namn av Alfred Rehder. Lithocarpus indutus ingår i släktet Lithocarpus och familjen bokväxter. IUCN kategoriserar arten globalt som sårbar. Inga underarter finns listade.